# Chiba Central Tower
Chiba Central Tower (jap. 千葉セントラルタワー) – budynek w mieście Chiba, w Japonii. Zaprojektowany został przez Irie Miyake Architects & Engineers, a budowa rozpoczęła się w 2006 roku. Całkowita wysokość wynosi 151,1 metrów. Budynek liczy 43 kondygnacje nadziemne i 1 podziemną. Powierzchnia użytkowa wynosi 53 636 m² i wykorzystywana jest głównie w celach mieszkaniowych.